# Tour de Alberta 2014
La 2.ª edición del Tour de Alberta se disputó desde el 2 al 7 de septiembre de 2014.
Al igual que el año anterior, el recorrido contó un prólogo inicial y 5 etapas totalizando 737,8 km y la carrera integró el calendario del UCI America Tour 2013-2014 dentro de la categoría 2.1.
El ganador fue el sudafricano Daryl Impey (Orica GreenEDGE) gracias a su victoria en la etapa final, superando con la bonificación obtenida a Tom Dumoulin (Giant-Shimano) por un segundo y a Ruben Zepuntke (Bissell) por 9.

## Equipos participantes
Participaron 15 equipos: 5 de categoría UCI ProTeam, 1 de categoría Profesional Continental, 8 de categoría Continental y una selección de Canadá. Formando así un pelotón de 118 ciclistas de los que acabaron 75.
| Equipo                                      | Categoría               |
| ------------------------------------------- | ----------------------- |
| Garmin Sharp                                | UCI ProTeam             |
| Orica GreenEDGE                             | UCI ProTeam             |
| Cannondale                                  | UCI ProTeam             |
| Team Argos-Shimano                          | UCI ProTeam             |
| Belkin-Pro Cycling Team                     | UCI ProTeam             |
| UnitedHealthcare Pro Cycling Team           | Profesional Continental |
| Jelly Belly presented by Maxxis             | Continental             |
| Optum presented by Kelly Benefit Strategies | Continental             |
| Equipe Garneau-Québecor                     | Continental             |
| Hincapie Sportswear Development Team        | Continental             |
| Team Smartstop                              | Continental             |
| 5 Hour Energy                               | Continental             |
| Bissell Development Team                    | Continental             |
| Silber Pro Cycling                          | Continental             |
| Selección de Canadá                         |                         |

## Etapas
| Etapa   | Fecha           | Recorrido                  | km      | Ganador         | Líder        |
| Prólogo | 2 de septiembre | Calgary                    | 4 (CRI) | Tom Dumoulin    | Tom Dumoulin |
| 1.ª     | 3 de septiembre | circuito en Lethbridge     | 143     | Ruben Zepuntke  | Tom Dumoulin |
| 2.ª     | 4 de septiembre | Innisfail-Red Deer         | 145,3   | Jonas Ahlstrand | Tom Dumoulin |
| 3.ª     | 5 de septiembre | Wetaskiwin-Edmonton        | 157,9   | Sep Vanmarcke   | Tom Dumoulin |
| 4.ª     | 6 de septiembre | Edmonton-Strathcona County | 163,5   | Theo Bos        | Tom Dumoulin |
| 5.ª     | 7 de septiembre | Circuito en Edmonton       | 124,1   | Daryl Impey     | Daryl Impey  |

## Clasificaciones

### Clasificación general
| Posición | Ciclista             | Equipo                         | Tiempo           |
| -------- | -------------------- | ------------------------------ | ---------------- |
|          | Daryl Impey          | Orica GreenEDGE                | 16 h 07 min 56 s |
| 2º       | Tom Dumoulin         | Giant-Shimano                  | a 1 s            |
| 3º       | Ruben Zepuntke       | Bissell Development            | a 9 s            |
| 4º       | Ramūnas Navardauskas | Garmin Sharp                   | a 10 s           |
| 5º       | Ryan Anderson        | Optum-Kelly Benefit Strategies | a 11 s           |
| 6º       | Serghei Tvetcov      | Jelly Belly-Maxxis             | a 15 s           |
| 7º       | Leigh Howard         | Orica GreenEDGE                | a 16 s           |
| 8º       | Daniel Summerhill    | UnitedHealthcare               | a 19 s           |
| 9º       | Sep Vanmarcke        | Belkin                         | a 31 s           |
| 10º      | James Oram           | Bissell Development            | m.t.             |

### Clasificación por puntos
| Posición | Ciclista             | Equipo                         | Puntos |
| -------- | -------------------- | ------------------------------ | ------ |
|          | Ramūnas Navardauskas | Garmin Sharp                   | 47     |
| 2º       | Daryl Impey          | Orica GreenEDGE                | 40     |
| 3º       | Ruben Zepuntke       | Bissell Development            | 29     |
| 4º       | Theo Bos             | Belkin                         | 27     |
| 5º       | Ryan Anderson        | Optum-Kelly Benefit Strategies | 26     |

### Clasificación de la montaña
| Posición | Ciclista           | Equipo              | Puntos |
| -------- | ------------------ | ------------------- | ------ |
|          | Simon Yates        | Orica GreenEDGE     | 58     |
| 2º       | Robin Carpenter    | Hincapie Sportswear | 42     |
| 3º       | Mathew Hayman      | Orica GreenEDGE     | 22     |
| 4º       | Alessandro Bazzana | UnitedHealthcare    | 20     |
| 5º       | Steven Kruijswijk  | Belkin              | 15     |

### Clasificación de los jóvenes
| Posición | Ciclista            | Equipo              | Puntos           |
| -------- | ------------------- | ------------------- | ---------------- |
|          | Tom Dumoulin        | Giant-Shimano       | 16 h 07 min 57 s |
| 2º       | Ruben Zepuntke      | Bissell Development | a 8 s            |
| 3º       | James Oram          | Bissell Development | a 30 s           |
| 4º       | Daniel Eaton        | Bissell Development | a 46 s           |
| 5º       | Nicky Van der Lijke | Belkin              | a 48 s           |

### Clasificación del mejor canadiense
| Posición | Ciclista        | Equipo                         | Puntos           |
| -------- | --------------- | ------------------------------ | ---------------- |
|          | Ryan Anderson   | Optum-Kelly Benefit Strategies | 16 h 08 min 07 s |
| 2º       | Hugo Houle      | Selección de Canadá            | a 1 min 26 s     |
| 3º       | Michael Woods   | 5 Hour Energy                  | a 1 min 42 s     |
| 4º       | Garrett McCleod | Champion System                | a 2 min 33 s     |
| 5º       | Pierrick Naud   | Garneau-Québecor               | a 3 min 30 s     |

### Clasificación por equipos
| Posición | Equipo              | Tiempo           |
| -------- | ------------------- | ---------------- |
|          | Garmin Sharp        | 48 h 24 min 42 s |
| 2º       | Orica GreenEDGE     | a 10 s           |
| 3º       | Bissell Development | a 48 s           |
| 4º       | Belkin              | m.t.             |
| 5º       | UnitedHealthcare    | a 1 min 19 s     |

## Evolución de las clasificaciones
| Etapa (Vencedor)             | Clasificación general | Clasificación por puntos | Clasificación de la montaña | Clasificación de los jóvenes | Clasificación del mejor canadiense | Clasificación por equipos | Premio de la combatividad |
| ---------------------------- | --------------------- | ------------------------ | --------------------------- | ---------------------------- | ---------------------------------- | ------------------------- | ------------------------- |
| Prólogo (CRI) (Tom Dumoulin) | Tom Dumoulin          | Tom Dumoulin             | no entregado                | Tom Dumoulin                 | Zachary Bell                       | Garmin-Sharp              | Daniel Summerhill         |
| 1.ª etapa (Ruben Zepuntke)   | Tom Dumoulin          | Ruben Zepuntke           | Robin Carpenter             | Tom Dumoulin                 | Ryan Anderson                      | Orica GreenEDGE           | Mathew Hayman             |
| 2.ª etapa (Jonas Ahlstrand)  | Tom Dumoulin          | Ruben Zepuntke           | Simon Yates                 | Tom Dumoulin                 | Ryan Anderson                      | Orica GreenEDGE           | Kiel Reijnen              |
| 3.ª etapa (Sep Vanmarcke)    | Tom Dumoulin          | Ramūnas Navardauskas     | Simon Yates                 | Tom Dumoulin                 | Ryan Anderson                      | Orica GreenEDGE           | Matteo Dal-Cin            |
| 4.ª etapa (Theo Bos)         | Tom Dumoulin          | Ramūnas Navardauskas     | Simon Yates                 | Tom Dumoulin                 | Ryan Anderson                      | Garmin-Sharp              | Janvier Hadi              |
| 5.ª etapa (Daryl Impey)      | Daryl Impey           | Ramūnas Navardauskas     | Simon Yates                 | Tom Dumoulin                 | Ryan Anderson                      | Garmin-Sharp              | Steven Kruijswijk         |
| Final                        | Daryl Impey           | Ramūnas Navardauskas     | Simon Yates                 | Tom Dumoulin                 | Ryan Anderson                      | Garmin Sharp              |                           |